# Apicia oberthüri
Apicia oberthüri is een vlinder uit de familie van de spanners (Geometridae). De wetenschappelijke naam van de soort is voor het eerst geldig gepubliceerd in 1913 door Paul Dognin.